# Еремеево (Лесковский сельсовет, Вологодский район)
Еремеево — деревня в Вологодском районе Вологодской области.
Входит в состав Сосновского сельского поселения (с 2004 по 2017 год — в составе Лесковского сельского поселения).
Расстояние по автодороге до районного центра Вологды — 21 км, до центра муниципального образования Лесково — 6 км. Ближайшие населённые пункты — Юрьево, Тимофеевское, Отрадное, Есиково, Колкино.

## Население
По переписи 2002 года население — 7 человек.
| 2010 |
| ---- |
| 0    |